# Cantó de Tornafuèlha
El cantó de Tornafuèlha és un cantó francès del departament de l'Alta Garona, a la regió d'Occitània. Està enquadrat al districte de Tolosa i té 3 municipis i el cap cantonal és Tornafuèlha.

## Municipis
- Tornafuèlha
- Cunhaus
- Vilanava Tolosana